# Muffuletta
Muffuletta er en sandwich-type, der ligesom Po' Boy stammer fra New Orleans.
Muffuletta (kan staves på mange forskellige måder) er egentlig navnet på et siciliansk brød. Brødet er stort og rundt og fladt, ca. 25 cm i diameter. Det minder i nogen grad om en burgerbolle. Konsistensen er fast, noget i stil med focaccia-brød. 

## Historie
Sandwichen Muffuletta blev opfunder i 1906 af Salvatore Lupo, en siciliansk immigrant i New Orleans, der ejede Central Grocery på Decatur Street. Hurtigt kom navnet på brødet til også at give navn til selve sandwichen. Sandwichen er meget populær, både blandt byens egne indbyggere, og blandt byens mange besøgende. Man kan stadig købe en muffuletta efter den originale opskrift på Central Grocery, men også mange andre steder i byen kan man købe variationer af den populær sandwich. De lokale er ikke enige om, hvor man kan få den bedste variant, men Progress Grocery, to døre fra Central Grocery betragtes som et af de bedste steder, og også Market Cafe på den anden side af Decatur Street serverer udmærkede Muffulettas.

## Beskrivelse
En typisk muffuletta består af en muffulettabrød, der er delt vandret (som en burgerbolle). Brødet dækkes med en pasta bestående af marinerede, finthakkede grøntsager. Hovedbestanddelen i denne pasta er grønne og sorte oliven, men der er også selleri, blomkål, og gulerødder – og af og til hvidløg, kapers samt peberfrugt. Det hele er rørt sammen med olivenolie og har typisk trukket i mindst 24 timer. Oven på denne pasta lægges lag af skinke, salami, mortadella og provolone, og måske endnu et lag pasta, og til sidst den anden halvdel af brødet. Sandwichen opvarmes ofte inden serveringen for at blødgøre provolonen. En muffuletta mætter godt, og to personer kan godt dele en enkelt uden at gå sultne fra bordet.